# Högdalens centrum

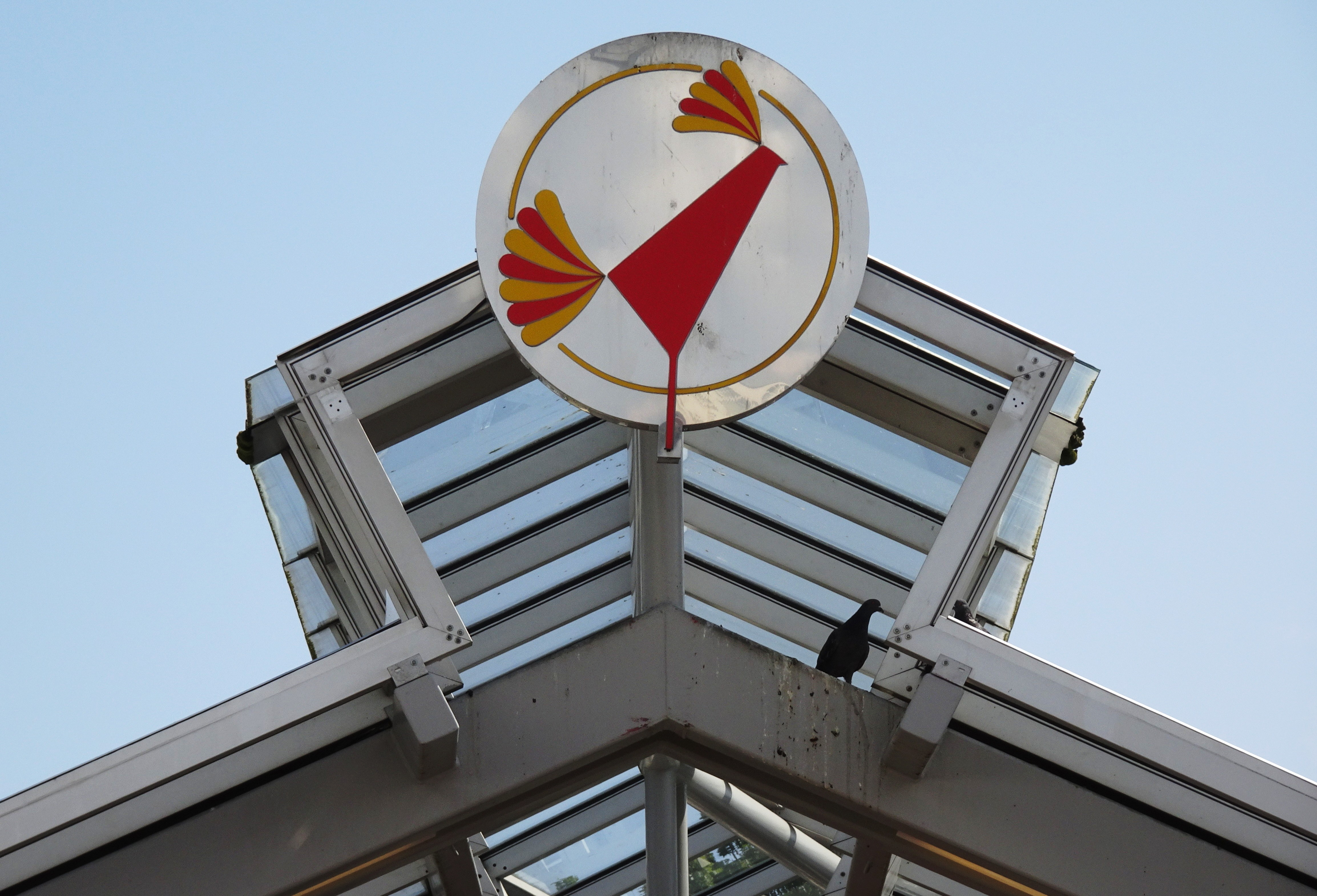
Tuppen är centrumets emblem.

Högdalens centrum är ett köpcentrum beläget i stadsdelen Högdalen i södra Stockholm. Anläggningen planerades med Vällingby centrum som förebild och stod klar 1959. Vissa delar av centrumanläggningen är grönmärkta av Stadsmuseet i Stockholm vilket innebär "särskilt värdefull från historisk, kulturhistorisk, miljömässig eller konstnärlig synpunkt".

## Historik

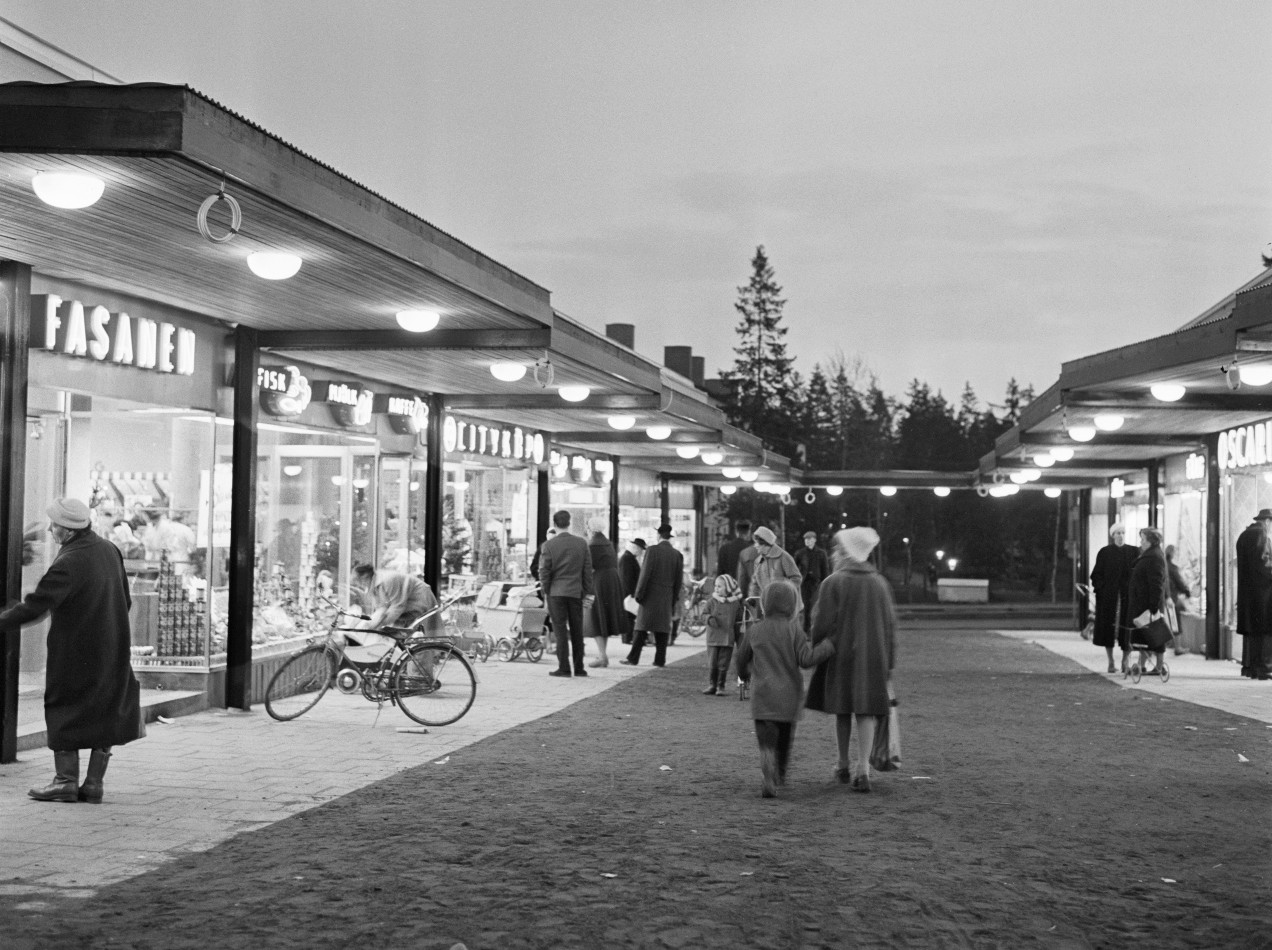
Första julhandeln i Högdalens nybyggda centrum, 23 december 1957.

När grannstadsdelen Bandhagen var färdigbyggd 1954 och Högdalen fortfarande under planering visade det sig att det behövdes en större centrumanläggning för att göra de båda nya förstäderna attraktiva för bostadssökande. Valet för placeringen av ett stort förortscentrum föll på Högdalen och stadsdelens anläggning koncipierades som ett regionalt centrum. Byggherre var AB Familjebostäder och flera arkitekter stod för utformningen, bland dem  Karl-Gustaf Brokvist, Alf Engström och Hans Olof Holst. Centrumets byggnader anlades längs en bilfri affärsgata (Högdalsgången) som mot väster vidgar sig till ett större salutorg (Högdalsplan). I östra änden ligger Högdalens tunnelbanestation och i västra änden Vantörs kyrka. Söder och norr om centrumet anordnades bilparkeringar. Invigningen skedde den 7 juni 1957. 
Det fanns ett 60-tal butiker, salutorg, apotek, Systembolaget, bibliotek, vårdcentral och senare en sim- och idrottshall. Högdalens centrum fick två varuhus: Åhlénsägda Tempo och KF-ägda Kvickly. Det fanns även en biograf, Rondo, som öppnade 1961 och stängde 1983. Biografen hade 439 platser och en mycket modern utrustning som kunde visa filmer i Cinemascope-formatet. På tidstypiskt sätt markerades Högdalens centrum genom höga punkthus, ett öster om tunnelbanestationen med 11 våningar (kallat ”Tupphuset”), ritat av arkitekt Curt Strehlenert, och ett väster om tunnelbanan, med 13 våningar ritat av Karl Gustav Brokvist. Det senare är sammanbyggt med Högdalskyrkan ritad av Nils-Gunnar Nilsson.

## Centrumet idag
Mellan åren 1994 och 1995 upprustades centrumanläggningen med bland annat glastak över gångarna. Sedan år 2010 ägs cirka 70 procent av anläggningen av fastighetsbolaget Citycon. Idag (2016) finns cirka 50 butiker med en sammanlagd yta av 11 400 kvadratmeter. Högdalens och centrumets emblem är en kyrktupp som återger Vantörs kyrkas prisbelönta förgyllda tupp i något modifierad form. Stora delar av anläggningens fasader och pelare är utsmyckade med Älvdalskvartsit. 

### Bilder

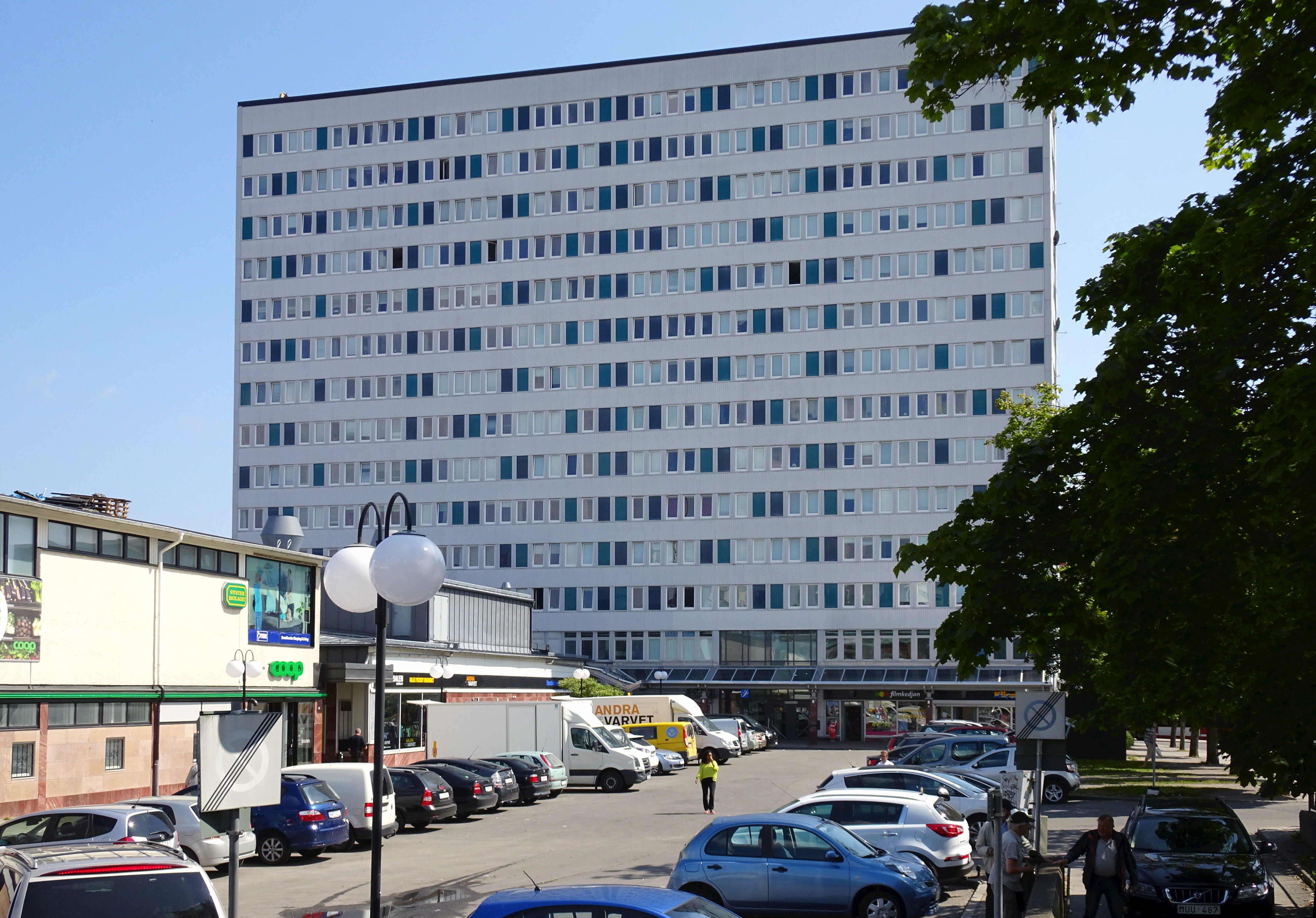
Centrum med skivhuset
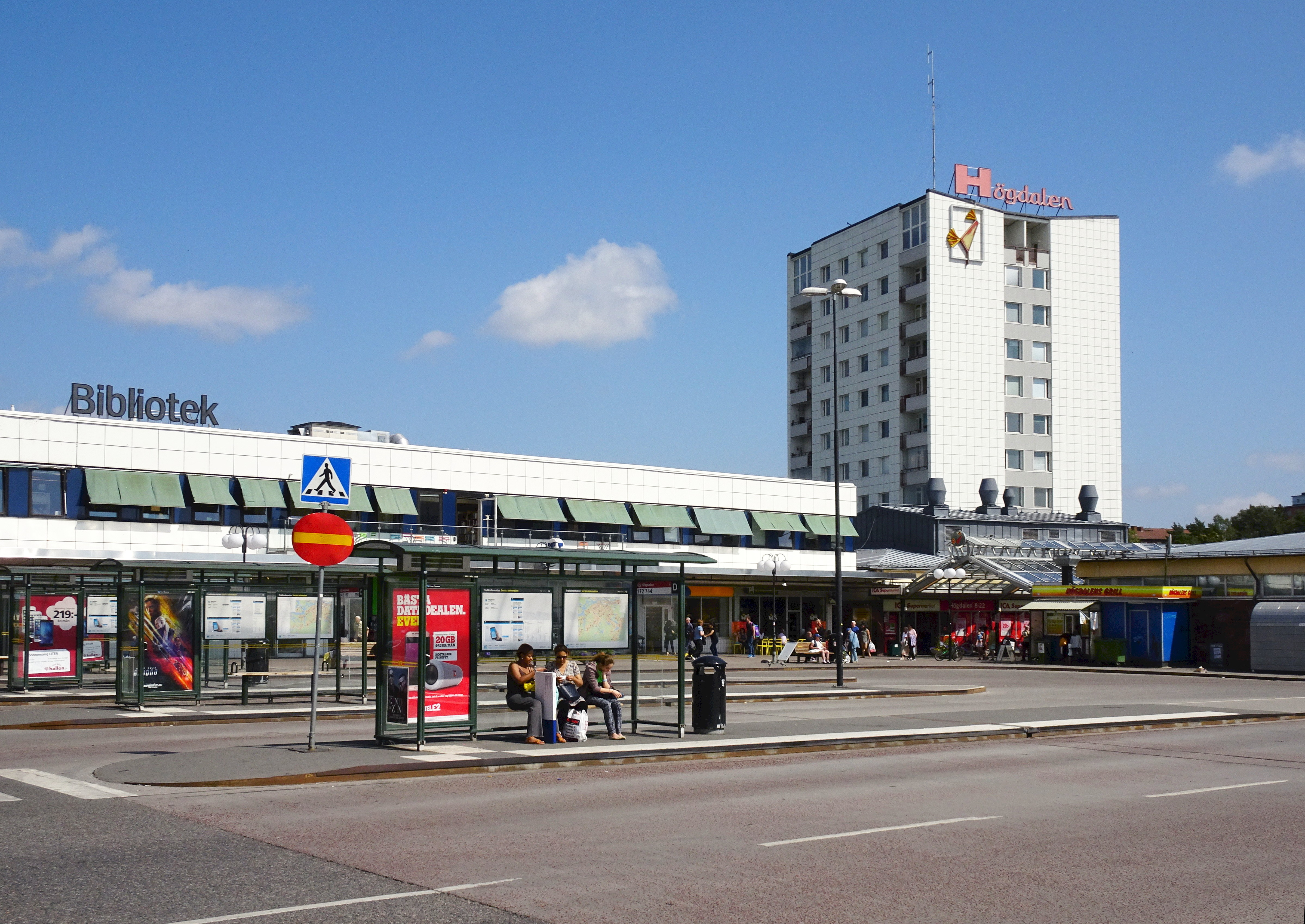
Centrum med "Tupphuset"
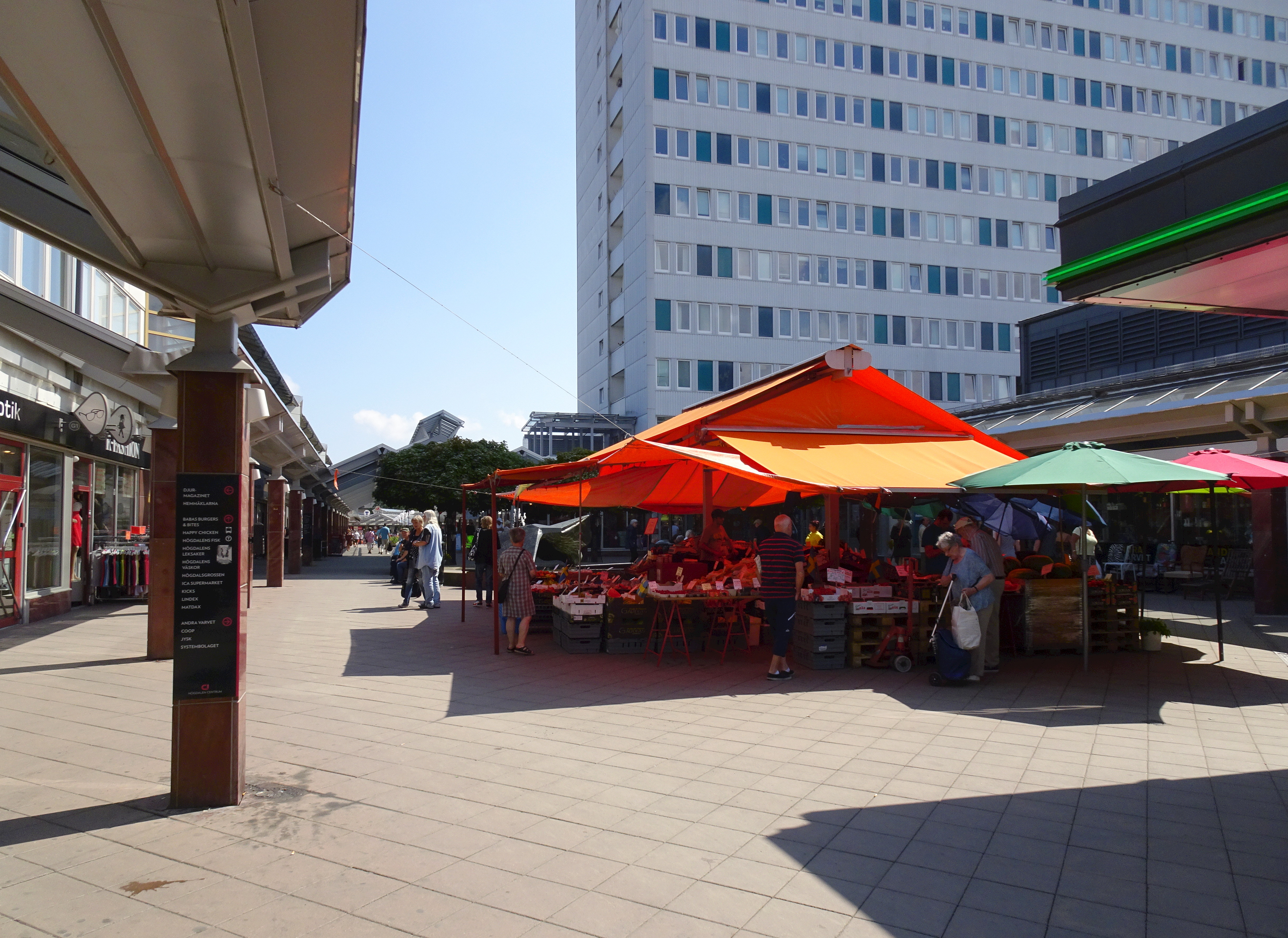
Salutorget i juli 2016. På pelaren till vänster i bilden syns inslag av Älvdalskvartsit
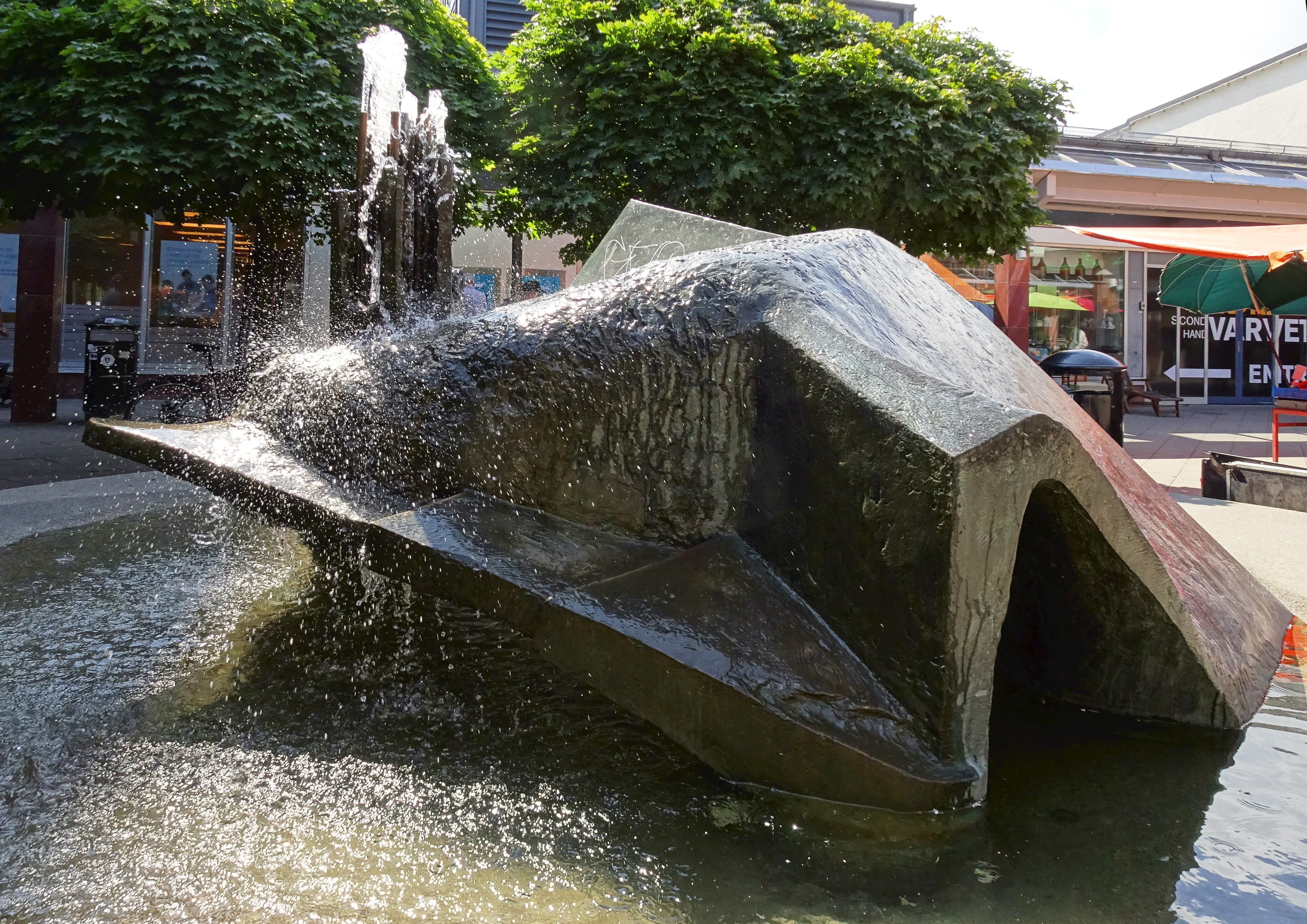
Malm och vatten av Willy Gordon
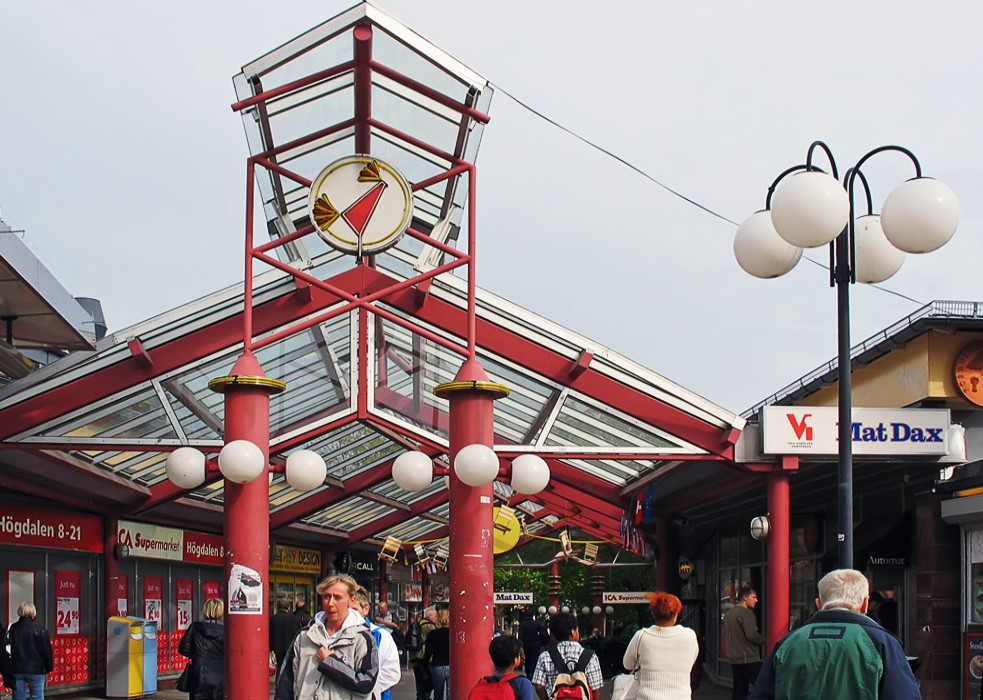
Inglasningen från 1995